# ام‌اس باتوری
ام‌اس باتوری (به انگلیسی: MS Batory) یک کشتی بود که طول آن ۱۶۰٫۴ متر (۵۲۶ فوت) بود.